# أولاد الصغير (الشرفاء)
أولاد الصغير هو دُوَّار يقع بجماعة سيدي عابد، إقليم الجديدة، جهة الدار البيضاء سطات في المملكة المغربية. ينتمي الدوّار لمشيخة الشرفاء التي تضم 8 دواوير. يقدر عدد سكانه بـ 103 نسمة حسب الإحصاء الرسمي للسكان والسكنى لسنة 2004.

## روابط خارجية
- البوابة الوطنية للجماعات الترابية
- المندوبية السامية للتخطيط